# Dylan Silva
Dylan Ayrton Garcia da Silva znany jako Dylan Silva (ur. 13 sierpnia 1994 w Marsylii) – kabowerdeński piłkarz grający na pozycji bramkarza. Od 2023 jest zawodnikiem klubu SU Sintrense.

## Kariera klubowa
Swoją karierę piłkarską Silva rozpoczynał w juniorach takich klubów jak: Sporting CP (2012-2016), GS Loures (2013), CF Os Belenenses (2016-2018) i SL Benfica (2018-2020). W 2020 roku został piłkarzem CD Fátima, a następnie był zawodnikiem takich klubów jak: FC Felgueiras (2021), Portimonense SC (2021-2022) i B-SAD (2022-2023). W 2023 przeszedł do SU Sintrense.

## Kariera reprezentacyjna
W swojej karierze piłkarskiej Silva grał w reprezentacji Portugalii U-19. W 2024 roku został powołany do reprezentacji Republiki Zielonego Przylądka na Puchar Narodów Afryki 2023. W tym turnieju nie rozegrał żadnego meczu.